# Andrij Wowk (generał)
Andrij Mykołajowuycz Wowk, ukr. Андрій Миколайович Вовк (ur. 3 października?/15 października 1882 we wsi Demki (powiat czerkaski, gubernia kijowska), zm. 11 lutego 1969 w Neu-Ulm) – ukraiński działacz polityczny i wojskowy. Generał pułkownik armii Ukraińskiej Republiki Ludowej.
Ukończył Konstantynowską Szkołę Wojskową, brał udział w I wojnie światowej jako oficer armii rosyjskiej, kończąc służbę w stopniu kapitana, dowódcy batalionu na Froncie Rumuńskim. Po rewolucji lutowej i obaleniu caratu organizował oddziały ukraińskie z wojsk frontu, sformował ukraiński batalion, później pułk. Od jesieni 1917 pułkownik armii URL, w okresie Hetmanatu komendant wojskowy powiatu mohylowskiego. Uczestnik pierwszego pochodu zimowego (1919/20) w grupie gen. Jurka Tiutiunnyka. W latach 1921–1922 minister spraw wojskowych rządu URL.